# Running with Scissors, Inc.
Running With Scissors Inc. (RWS) — американська компанія, яка займається розробкою відеоігор. Розташована у місті Тусон, штат Аризона. Компанія була заснована в 1996 році Вінсом Дезі завдяки бізнес-рішенню Riedel Software Productions, виробника дитячих ігор. Першою її грою була Spy vs. Spy. Далі компанія сфокусувалася на розробці ігор для дітей, зокрема на серіях Том і Джеррі та Bobby's World для гральної консолі Super Nintendo. RWS створила і підтримує франшизу Postal, яка часто викликала суперечки через використання насильства. Першою грою RWS була Postal у 1997 році, яка викликала багато суперечок і позов про захист торгової марки від Поштової служби США, що тривав до 2003 року. Потенційна друга гра, Flesh and Wire, була скасована у 1999 році. Компанія випустила Postal 2 у 2003 році. Третя гра серії, Postal III, була розроблена спільно RWS і внутрішньою командою видавництва Akella, і RWS дистанціювалася від гри через поганий прийом критиків. Останнім часом RWS працювала над Postal 4: No Regerts, яка вийшла у 2022 році, та спін-оффом Postal: Brain Damaged.

## Історія
Виникнення
Running with Scissors (RWS) була заснована Вінсентом Джеймсом Дезидеріо молодшим, уродженцем Брукліна з італійським корінням. На початку свого життя він обрав кар’єру вчителя у середній школі, перш ніж кинути семестр пізніше та працював на кількох різних роботах, зокрема водієм таксі та менеджером студії звукозапису. Будучи рекрутером на Уолл-стріт, він прийняв коротке ім'я "Вінс Дезі" на прохання свого боса. Зрештою, намагаючись найняти працівників у комп’ютерній індустрії, Дезі зав’язалася з компанією Atari, а пізніше стала консультантом у компанії відеоігор. Він подружився з одним із своїх найнятих працівників, Майком Ріделем який нещодавно покинув Рочестерський технологічний інститут, з яким він заснував Riedel Software Productions (RSP) після того, як Atari зіткнулася з фінансовою нестабільністю. RSP спеціалізується на розробці освітніх розважальних ігор для дітей та ігор, заснованих на ліцензованих властивостях на основі найму, з її ранніми іграми, включаючи Spy vs. Spy (його перша гра, розроблена для журналу Mad у 1985 році), Tom & Jerry, і Bobby's World, а також інші ігри, розроблені для Вулиці Сезам, Hanna-Barbera, The Walt Disney Company, Warner Bros. і Всесвітньої федерації боротьби, серед інших. Оскільки Дезі не володів знаннями про програмування та мало цікавився відеоіграми, він керував бізнесом компанії, тоді як Рідель відповідав за творчі операції.
На початку 1990-х, коли Дезі виповнилося 39 років, кілька факторів призвели до того, що він захотів переїхати; Дезі та Рідел обговорили кілька потенційних міст, включаючи Фенікс, Санта-Фе, Альбукерке та Сіетл, перш ніж зупинилися на Тусоні, штат Аризона.  Дезі, Рідел та RSP переїхали до Тусона в 1991 році.  На той час RSP складалася з двох засновників і ще двох співробітників, однак один з них не з'явився в міжнародному аеропорту імені Джона Кеннеді, де команда мала зустрітися для переїзду, а інший звільнився через два тижні після переїзду і повернувся назад до Нью-Йорка. У місті RSP привітали чиновники та Економічна рада Великого Тусона. Компанія була серед переліку компаній (серед інших - Hughes Electronics), які отримали честь переїхати до міста у 1992 році.  У Тусоні RSP продовжила свою попередню діяльність з розробки дитячих ігор та ліцензійних ігор, хоча до 1996-1997 років Дезі та більшій частині команди RSP набридло їх розробляти, тому RSP заснувала RWS як окрему компанію для розробки ігор, орієнтованих на дорослих.  Про це було оголошено 13 березня 1997 р.  Спочатку RWS мала працювати разом з RSP, отримуючи фінансування від продажів RSP і виступаючи як більш сучасний лейбл RSP. Між двома компаніями було три команди розробників: Одна з них, що складалася з семи осіб, розробляла першу гру RWS, інша створювала розважальну гру за мотивами фільму "Звільніть Віллі", а третя робила розважальну гру для академічного видавництва.

## Postal
За словами Дезі, команда RWS хотіла створити оригінальну гру, максимально епатажну, наскільки це було можливо.  Натхненна грою Robotron: 2084, в яку можна було пограти в офісах RSP, RWS розпочала роботу над Postal. У грі Поштовий Чувак займався масовими вбивствами, і вона була названа на честь сленгового терміну "go postal", що означає вбивства, скоєні працівниками Поштової служби США (USPS).  У 1997 році RWS подала заявку на торговельну марку для слова "Postal" у сфері електронних ігор. У відповідь USPS подала зустрічну заявку на цю торгову марку, стверджуючи, що вона переходить у відеоігри, а Марвін Тревіс Руньйон, тодішній генеральний директор Пошти США, надіслав RWS листа із засудженням теми гри. Судова тяганина врешті-решт була припинена з упередженням у червні 2003 р. Тема також викликала ширшу полеміку в ЗМІ та індустрії відеоігор, на подив Дезі, який вважав Postal більш комічною та "надмірною" і заявив, що гру не варто сприймати серйозно. Postal була випущена в 1997 році для Windows і Mac OS як перша гра Ripcord Games, видавничого лейбла підрозділу Panasonic Interactive Media компанії Matsushita Electric. Після виходу гра стала мішенню для сенатора Джо Лібермана, який назвав її однією з найгірших речей в Америці, а роздрібні мережі CompUSA і Wal-Mart відмовилися продавати гру. За перший тиждень Postal було продано понад 10 000 разів у Сполучених Штатах, а продажі в Європі (де гру випустила компанія Take-Two Interactive) очікувалися на рівні 100 000 примірників.  За оцінками Дезі, гра принесла близько 5 мільйонів доларів США доходу. У серпні 1998 року RWS випустила доповнення Special Delivery, яке складалося з чотирьох рівнів і дозволяло вбивати адвокатів, безхатченків та працівників американського Червоного Хреста. Ексклюзивна для Японії версія Postal під назвою Super Postal була випущена у 2000 році, а Postal Plus, набір, що складався з Postal та Special Delivery, вийшов у 2002 році.

## Postal 2 та інші проекти
Після виходу Postal RWS задумала Flesh and Wire, оригінальну тривимірну науково-фантастичну гру, в якій гравець керує персонажем у формі краплі; Дезі описав гру як ненавмисно смішну. Однак у 1999 році Ripcord скасувала гру разом із двома неанонсованими іграми, і RWS зосередилася лише на Postal. Згодом RWS розпочала розробку Postal 2, продовження Postal. Компанія намагалася зробити свій гумор більш очевидним, ніж в оригінальній грі, щоб охопити ширшу аудиторію. Під час мозкового штурму ідей для гри, команда вважала, що Гері Коулман, колишній дитячий актор, відомий своєю роллю в шоу Diff'rent Strokes, добре підходить для теми гри. Дезі зателефонував Коулману, який погодився на участь і сам зіграв у грі. Postal 2 вийшла у квітні 2003 року через видавництво Whiptail Interactive. Невдовзі Postal 2 була заборонена у 13 країнах; Нова Зеландія заборонила її у 2004 році, а Австралія - у 2005 році. Пізніше Дезі уклав угоду з компанією Softwrap про розповсюдження гри онлайн, що дозволило обійти заборони. Завдяки популярності Postal 2, у серпні того ж року Whiptail випустила Postal: Classic and Uncut, що містила оригінальну Postal і Special Delivery, а також демо-версію Postal 2. За нею послідувала Share the Pain, версія Postal 2, яка ввела в гру багатокористувацький режим онлайн. В Європі ця версія була видана грецькою компанією Hell-Tech. Окреме розширення, Apocalypse Weekend, вийшло у 2005 році. Postal Fudge Pack - збірка, що містить оригінальну Postal, Share the Pain, Apocalypse Weekend, фанатську тотальну конверсію Eternal Damnation та фанатський мод A Week in Paradise - вийшла у листопаді 2006 року. Схожа збірка, Postal: 10th Anniversary Collector's Edition, була випущена наступного року.
Під час розробки Postal 2 RWS зв'язалася з Уве Боллом, режисером таких фільмів за мотивами відеоігор, як "Дім мерців", "Один у темряві" та "BloodRayne". Хоча фільми Болла зазвичай отримували погані відгуки, Дезі вважав, що його незалежна та антиістеблішментна позиція добре підходить для серії Postal. Фільм був знятий у Ванкувері, а Дезі зіграв самого себе, а також Кротчі, антропоморфну мошонку зі всесвіту "Пошти". Фільм зіткнувся з кількома проблемами, такими як надмірна тривалість, поганий монтаж і маркетингові зусилля.

## Postal III, Postal Redux, та Postal 4
Наступною грою RWS стала Postal III; компанія уклала угоду з російським видавцем "Акелла", згідно з якою RWS створила сценарій, музику, дизайн і розробку персонажів для гри, яка потім була передана власним розробникам "Акелли", Trashmasters, для програмування та художнього оформлення. Однак під час розробки російська економіка впала, і розробка була здебільшого призупинена. Postal III була випущена в грудні 2011 року і отримала дуже поганий прийом, що змусило RWS вилучити її зі свого онлайн-магазину наступного року. Дезі заявив, що Postal III була "продуктом, який ніколи не повинен був бути опублікований". У відповідь RWS розробила Paradise Lost, нове доповнення для Postal 2, яке вийшло у квітні 2015 року, через дванадцять років після виходу Postal 2. У травні 2016 року компанія випустила ремейк оригінальної Postal під назвою Postal Redux. Ще одна збірка, Postal XX: 20th Anniversary Edition, вийшла у 2017 р. Потім RWS випустила Postal 4: No Regerts, спочатку як гру раннього доступу у жовтні 2019 р., а потім повністю у квітні 2022 р. Компанія співпрацювала з розробниками Hyperstrange та CreativeForge Games над спін-оффом Postal: Brain Damaged.

## Розроблені ігри
| Рік  | Назва                        | Платформи                                      |
| ---- | ---------------------------- | ---------------------------------------------- |
| 1997 | Postal                       | Android, Linux, Mac OS, macOS, Windows         |
| 1998 | Postal: Special Delivery     | Mac OS, Windows                                |
| 2000 | Super Postal                 | Windows                                        |
| 2003 | Postal 2                     | Linux, macOS, Windows                          |
| 2003 | Postal 2: Share the Pain     | Linux, macOS, Windows                          |
| 2005 | Postal 2: Apocalypse Weekend | Linux, macOS, Windows                          |
| 2011 | Postal III                   | Windows                                        |
| 2015 | Postal 2: Paradise Lost      | Linux, macOS, Windows                          |
| 2016 | Postal Redux                 | Linux, Nintendo Switch, PlayStation 4, Windows |
| 2022 | Postal 4: No Regerts         | PlayStation 4, PlayStation 5, Windows          |
| 2022 | Postal: Brain Damaged        | Windows                                        |